# 野比氏实雷龙足迹
野比氏实雷龙足迹（學名：Eubrontes nobitai）是一個在中国四川省泸州市古蔺县黄荆镇金鱼溪的下白垩统夹关组地层中發現的大型肉食恐龍的足跡化石，屬於實雷龍足跡科實雷龍足跡屬。

## 概要
本足跡化石的發現人、中国地質大学副教授邢立达是日本動漫《多啦A夢》的粉絲。他以在2020年發現當時公映的多啦A夢系列电影《大雄的新恐龍》的主角名稱野比大雄來命名，该化石的复制品在日本国立科学博物館展出。

## 外部連結
- [http://fujiko-museum.com/blog/?p=30621/恐龍足跡化石新發現！這個名字來自“大雄”！]. 藤子ミュージアム.   [2022-03-29]. （原始内容存档于2021-10-19） （日语）.